# لیگ برتر والیبال زنان ایران ۱۳۸۷
لیگ برتر والیبال زنان ایران ۱۳۸۷ هشتمین دوره مسابقات والیبال لیگ برتر زنان و بالاترین سطح مسابقات باشگاهی والیبال زنان در ایران است.
این دوره از بازی‌ها سوم آبان‌ماه ۱۳۸۷ با حضور ۱۲ تیم آغاز شد و در ۲۷ اسفند ۱۳۸۷ پس از برگزاری ۱۲۶ مسابقه، با قهرمانی ذوب‌آهن اصفهان به پایان رسید. تیم‌های سایپا تهران و دانشگاه آزاد ابهر به ترتیب دوم و سوم شدند. پروانه شریف‌زاده مربیگری و میترا شعبانیان به ترتیب مربیگری تیم‌های ذوب‌آهن اصفهان و سایپا تهران را بر عهده داشتند. تیم ذوب‌آهن اصفهان به عنوان قهرمان ایران به پانزدهمین دوره مسابقات والیپال جام باشگاه‌های آسیا که از ۱۱ تا ۱۸ خرداد ۱۳۸۸ در تایلند برگزار شد راه یافته بود، اما با انصراف این تیم به دلیل تصمیم مدیران ذوب‌آهن، تیم سایپا تهران نماینده ایران در آن مسابقات شد. زهرا واحدی، سمیه رادپور، مائده برهانی، فاطمه خمس، فرنوش شیخی، سمیه کاوه و نیلوفر رشیدی ملی پوشان تیم سایپا در آن مسابقات بودند.

## رده‌بندی پایانی
| رتبه | تیم               | امتیاز |
| ---- | ----------------- | ------ |
| ۱    | ذوب‌آهن اصفهان     | ۴۱     |
| ۲    | سایپا تهران       | ۴۰     |
| ۳    | دانشگاه آزاد ابهر | ۳۷     |
| ۴    | نفت تهران         | ۳۶     |
| ۵    | پوریای ولی شیراز  | ۳۶     |
| ۶    | ارم شیراز         | ۳۲     |
| ۷    | هیئت تهران        | ۲۹     |
| ۸    | شهرداری کرمان     | ۲۶     |
| ۹    | هیئت قزوین        | ۲۶     |
| ۱۰   | شهرداری بندرعباس  | ۲۶     |
| ۱۱   | هیئت گیلان        |        |
| ۱۲   | پتروشیمی تهران    |        |